# Гарольд (лунный кратер)
Кратер Гарольд (лат. Harold) — маленький ударный кратер на видимой стороне Луны входящий в состав цепочки кратеров Дэви на восточной окраине моря Облаков. Название дано по скандинавскому мужскому имени, утверждено Международным астрономическим союзом в 1976 г. 

## Описание кратера
В цепочку кратеров Дэви входят также кратеры Алан, Делия, Присцилла, Сузан и Осман. Кроме этого ближайшими соседями кратера являются кратер Пализа на севере; кратер Птолемей на северо-востоке; кратер Альфонс на юго-востоке; кратер Дэви на юго-западе. Селенографические координаты центра кратера 10°53′ ю. ш. 6°04′ з. д. / 10,88° ю. ш. 6,07° з. д., диаметр 1,4 км, глубина 0,36 км.
Кратер имеет эллиптическую чашеобразную форму. Высота вала над окружающей местностью составляет 70 м, объем кратера приблизительно 0,32 км³.

## Сателлитные кратеры
Отсутствуют.